# Скриде, Байба
Байба Скриде (латыш. Baiba Skride, 17 марта 1981, Рига) — латвийская скрипачка.

## Биография
Родилась в семье музыкантов, музыкантами стали и две её сестры: Лаума играет на фортепиано, Линда — на альте. Начала учиться музыке в 4 года. Занималась в специальной музыкальной школе Риги. В 1995 поступила на подготовительное отделение консерватории Ростока, посещала мастер-классы Руджеро Риччи.
Победитель Международного конкурса юных скрипачей Которовича в Харькове (29.10—05.11.1995).

## Творческие контакты
Выступала с крупными оркестрами в Европе, Японии, Австралии, США. Играла в ансамблях с Гидоном Кремером, Изабель ван Кёйлен, Соль Габетта, Давидом Герингасом, Эммануэлем Паю, Шарон Кам.

## Репертуар
Бах, Гайдн, Моцарт, Бетховен, Шуберт, Брамс, Чайковский, Равель, Изаи, Барток, Яначек, Прокофьев, Шостакович.

## Признание
- Командор ордена Трёх звёзд (11 апреля 2018 года)[2].
- Почётная грамота Кабинета Министров Латвии (11 ноября 2009 года)[3].
- Лауреат Международного конкурса музыкантов в Болгарии (1988), Международного скрипичного конкурса в монастыре Шёнталь (Германия, 1995), конкурса Jeunesse musicale в Бухаресте (1997), Международного конкурса Lipizer в Гориции (2000). Первая премия Международного конкурса имени Королевы Елизаветы в Брюсселе (2001). Премия ЭХО-Классик молодому исполнителю (2006).